# Veljko Bakašun
Veljko Bakašun (ur. 14 czerwca 1920 w Splicie, zm. 17 lipca 2007 w Korčuli) – chorwacki piłkarz wodny. W barwach Jugosławii srebrny medalista olimpijski z Helsinek.
Bakašun w 1952 w Helsinkach wspólnie z kolegami zajął drugie miejsce. Były to jego drugie igrzyska – cztery lata wcześniej Jugosławia była dziewiąta. Był srebrnym medalistą mistrzostw Europy w 1954 i brązowym w 1950.